# 孙振勇
孙振勇（1960年5月—），男，山东聊城人，中华人民共和国外交官，曾任中华人民共和国驻札幌总领事。

## 生平
1985年，毕业于山东大学外语系日语专业，进入中华人民共和国外交部工作，先后在北京外交人员服务局、驻日本大使馆任职。1999年，任北京外交人员服务局局长助理，副司级。2006年，任驻伊斯坦布尔总领事馆副总领事。2011年，任外交部领事司副司级参赞。2012年，挂职黑龙江省佳木斯市副市长。2015年5月，出任中华人民共和国驻札幌总领事。2020年9月，自驻札幌总领事离任。

## 家庭
已婚，有一女。